# Hestmannøy
Hestmannøy is een eiland in de provincie Nordland, Noorwegen.
Het "Paardenmaneiland”, zoals de letterlijke vertaling luidt, heette oorspronkelijk Hestmona. Het ligt op de poolcirkel. Het hoogste punt is Hestmannen (568 m). Volgens de legende is het de versteende ruiter, een van de vele personages in de Sage van de Helgelandbergen.

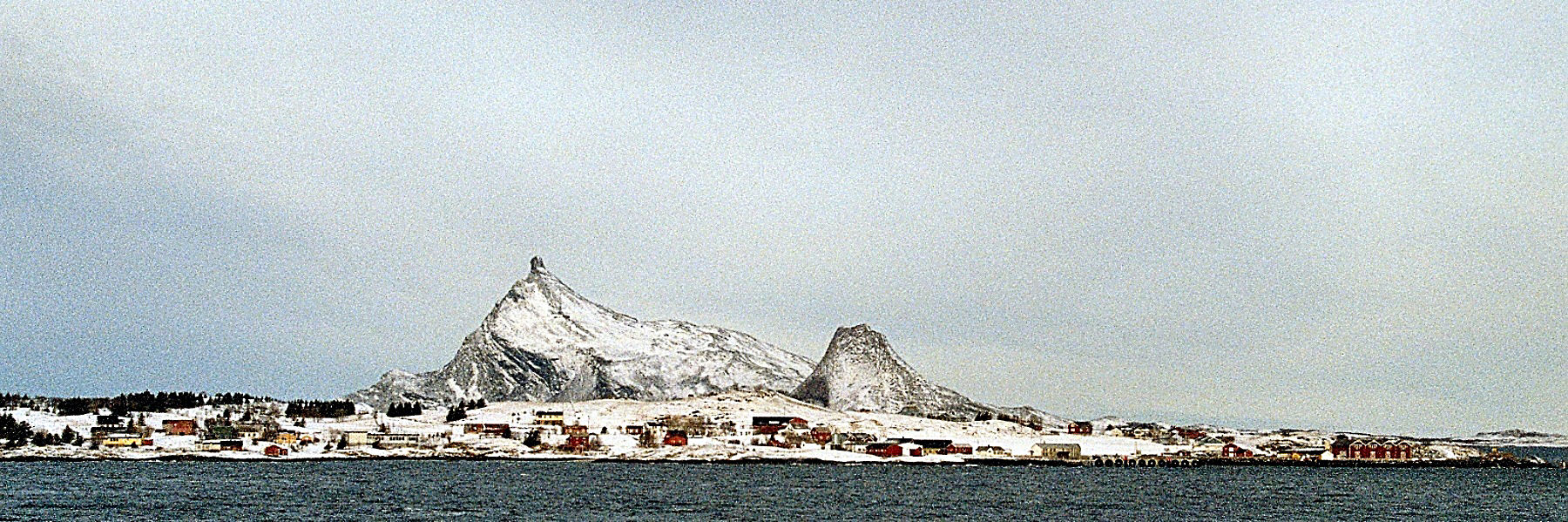
Hestmannøy of het "Paardenmaneiland" op de poolcirkel

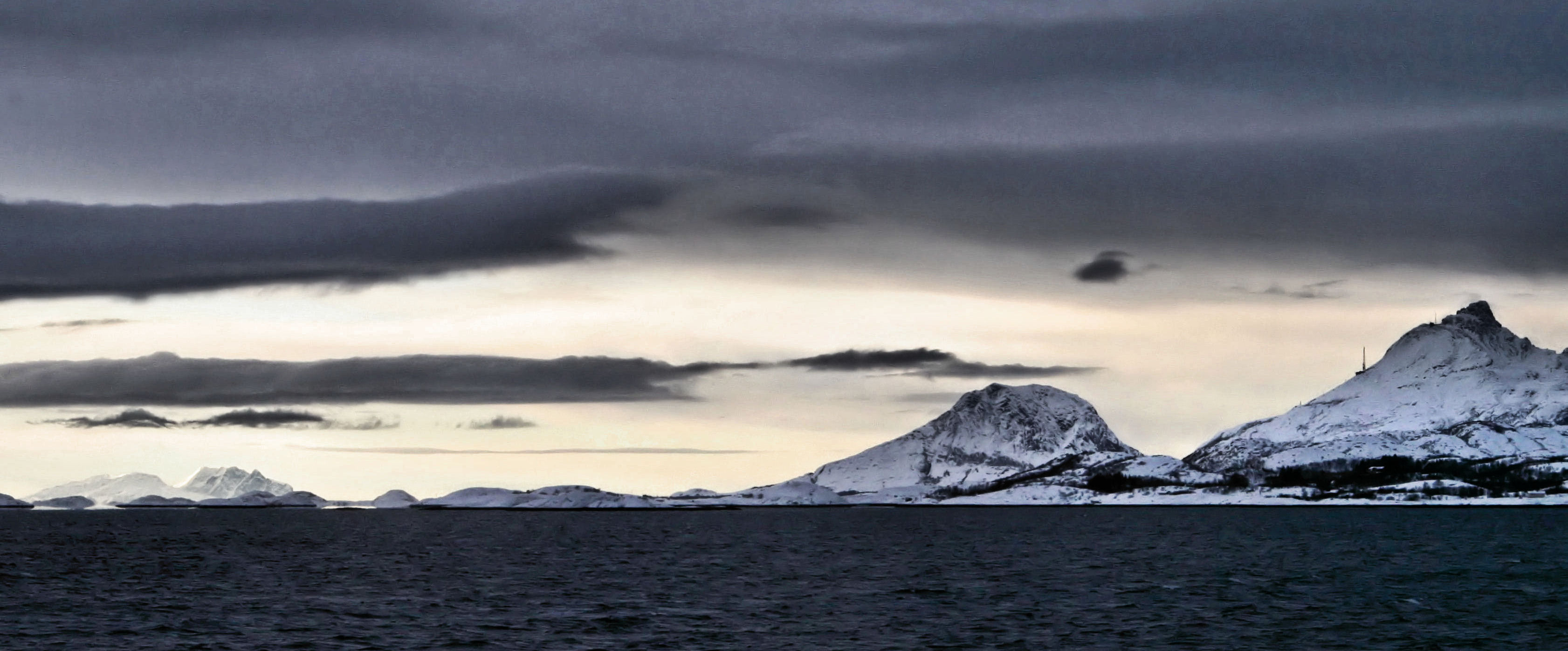
Hestmannøy